# Max Aarons
Maximilian « Max » Aarons, né le 4 janvier 2000 à Hammersmith en Angleterre, est un footballeur anglais qui évolue au poste d'arrière droit aux Rangers FC, en prêt de l'AFC Bournemouth.

## Biographie

### Norwich City
Né à Hammersmith en Angleterre, Max Aarons est formé par le club de Luton Town. Il rejoint ensuite  Norwich City en 2016. Le 13 juin 2018, il signe son premier contrat professionnel avec Norwich. 
Aarons joue son premier match professionnel lors d'une rencontre de Coupe de la Ligue anglaise contre le Stevenage FC le 14 août 2018. Il est titulaire au poste d'arrière gauche et son équipe s'impose 3-1. Le 28 août suivant, il inscrit son premier but avec Norwich City lors d'un match de Coupe de la Ligue anglaise face à Cardiff City (victoire 1-3). 
Le 2 septembre 2018, il fait ses débuts en championnat contre Ipswich Town (1-1) lors de la sixième journée. Il inscrit son premier but au sein de la deuxième division anglaise le 1er décembre 2018, lors d'une victoire 3-1 face à Rotherham United. Il s'impose comme un titulaire sur le côté droit de la défense de Norwich lors de cette saison 2018-2019 et glane le premier titre de sa carrière en étant sacré champion d'Angleterre de deuxième division. Il est par ailleurs nommé dans l'équipe-type de la saison.
Norwich étant donc promu en première division, Max Aarons découvre la Premier League lors de la saison 2019-2020. Il fait sa première apparition le 9 août 2019, en étant titularisé lors de la première journée face au Liverpool FC. Son équipe s'incline par quatre buts à un ce jour-là. Aarons ne manque que deux matchs de championnat lors de cette saison mais son équipe termine à la dernière place du classement et est ainsi reléguée au terme de la saison.
Alors qu'il est courtisé par plusieurs clubs européens lors du mercato d'été 2020, et notamment par le FC Barcelone, Aarons poursuit l'aventure à Norwich, en Championship, où il est toujours titulaire. Il se fait remarquer en marquant un but le 5 décembre 2020, donnant ainsi la victoire à son équipe face à Sheffield Wednesday, en championnat (2-1).
Le 12 janvier 2022, lors d'un match de Premier League perdu face à West Ham United (2-0 score final), Aarons joue son 150e match sous les couleurs de Norwich. Il est, à 22 ans, le deuxième plus jeune joueur à atteindre 150 apparitions pour Norwich City.

#### AFC Bournemouth
Le 10 août 2023, Max Aarons s'engage en faveur de l'AFC Bournemouth en paraphant un contrat de longue durée,.
Il joue son premier match sous ses nouvelles couleurs le 12 août 2023, à l'occasion de la première journée de la saison 2023-2024 de Premier League contre West Ham United. Il est titularisé et les deux équipes se neutralisent (1-1 score final),.

### En sélection
Max Aarons compte plusieurs sélections avec l'équipe d'Angleterre des moins de 19 ans. Il fait ses débuts avec cette sélection le 5 septembre 2018, lors d'un match amical contre les Pays-Bas (victoire, 4-1).
En août 2019, Aarons est convoqué pour la première fois avec l'équipe d'Angleterre espoirs. Il joue son premier match avec les espoirs lors de ce rassemblement, le 6 septembre 2019 contre la Turquie. Il est titularisé et son équipe s'impose par trois buts à deux
Aarons est retenu avec les espoirs pour participer au championnat d'Europe espoirs en 2023, qui se déroule en Géorgie et en Roumanie,.

## Vie personnelle
Max Aarons est le cousin d'un autre joueur professionnel, Rolando Aarons.

## Statistiques
| Saison                | Club                  | Championnat           | Championnat | Championnat | Coupe nationale | Coupe nationale | Coupe de la Ligue | Coupe de la Ligue | Compétition(s) continentale(s) | Compétition(s) continentale(s) | Compétition(s) continentale(s) | Total | Total |
| Saison                | Club                  | Division              | M.          | B.          | M.              | B.              | M.                | B.                | Comp.                          | M.                             | B.                             | M.    | B.    |
| 2018-2019             | Norwich City          | Championship          | 41          | 2           | 0               | 0               | 2                 | 1                 | -                              | -                              | -                              | 43    | 3     |
| 2019-2020             | Norwich City          | Premier League        | 36          | 0           | 3               | 0               | 1                 | 0                 | -                              | -                              | -                              | 40    | 0     |
| 2020-2021             | Norwich City          | Championship          | 45          | 2           | 2               | 0               | 0                 | 0                 | -                              | -                              | -                              | 47    | 2     |
| 2021-2022             | Norwich City          | Premier League        | 34          | 0           | 1               | 0               | 0                 | 0                 | -                              | -                              | -                              | 35    | 0     |
| 2022-2023             | Norwich City          | Championship          | 45          | 1           | 1               | 0               | 2                 | 0                 | -                              | -                              | -                              | 48    | 1     |
| Sous-total            | Sous-total            | Sous-total            | 201         | 5           | 7               | 0               | 5                 | 1                 | -                              | -                              | -                              | 213   | 6     |
| 2023-2024             | AFC Bournemouth       | Premier League        | 20          | 0           | 1               | 0               | 2                 | 0                 | -                              | -                              | -                              | 23    | 0     |
| 2024-2025             | AFC Bournemouth       | Premier League        | 3           | 0           | 1               | 0               | -                 | -                 | -                              | -                              | -                              | 4     | 0     |
| Sous-total            | Sous-total            | Sous-total            | 23          | 0           | 2               | 0               | 2                 | 0                 | -                              | -                              | -                              | 27    | 0     |
| 2024-2025             | Valence CF            | Liga                  | 4           | 0           | 1               | 0               | -                 | -                 | -                              | -                              | -                              | 5     | 0     |
| Total sur la carrière | Total sur la carrière | Total sur la carrière | 228         | 5           | 10              | 0               | 7                 | 1                 | -                              | -                              | -                              | 245   | 6     |

## Palmarès

### En club
- Norwich City
  - Champion d'Angleterre de D2 en 2019 et 2021.

### En sélection nationale
- Angleterre espoirs
  - Vainqueur du Championnat d'Europe en 2023.

### Distinctions personnelles
- Membre de l'équipe-type de D2 anglaise en 2019 et 2021.
- Nommé meilleur jeune joueur de D2 anglaise par l'EFL en 2019[23].